# Argiolestes macrostylis
Argiolestes macrostylis – gatunek ważki z rodziny Megapodagrionidae.